# Ставки (Подольский район)
Ставки (укр. Ставки, до 2016 г. — Чапаевка) — село, относится к Подольскому району Одесской области Украины.
Население по переписи 2001 года составляло 253 человека. Почтовый индекс — 66355. Телефонный код — 4862. Занимает площадь 0,55 км². Код КОАТУУ — 5122987401.

## Местный совет
66355, Одесская обл., Подольский р-н, с. Ставки